# JIS Z 8303
JIS Z 8303は帳票の設計基準について規定した日本産業規格 (JIS) で、規格名称は「帳票の設計基準」。
帳票の設計に際して考慮すべき仕上寸法、用紙および印刷インキの色、文体および書き方、用字および用語、項目の配置、注意事項、記入欄の大きさおよび余白、文字およびけい、製本およびとじ穴についての一般的事項を規定している。

## 特徴
一般的にノートなどの文房具や、履歴書などの帳票において日本産業規格 (JIS) 準拠という場合には、この規格を指す。
国や自治体などで、証書発行などの際に記載するのに用いる帳票類もこの規格に沿ったものになる。
この規格には参考として、ノート、履歴書、振替伝票、領収書、総勘定日計表、休暇届などの書式が原寸大で載っており、その書式をもとにして帳票などが作られることが多い。

## 内容

### 帳票の仕上寸法
- 通常はA版、特殊な場合にはB版を使用する。
- 細長い帳票の場合は短い辺を2分の1にしたサイズか、長い辺を3分の1にしたサイズを使用する。

### 用紙および印刷インキの色
- 用紙のサイズと坪量はこの規格で指定されたものを使用する。
- 用紙の色は原則白とし、識別のためにそれ以外の色を使用する。
- 印刷インキの色は効果が増す配色とし、通常は1色刷りとする。

### 文体および書き方
- 文体は口語体とする。
- 左書きとする。

### 用字および用語
- 漢字は常用漢字表に使用されているものを使用し、それ以外の漢字を表記する場合はかな書きの後で括弧内に記述を記述する。
- 仮名は平仮名を使用し、外来語と外国語は片仮名とする。
- 仮名遣いは現代仮名遣いに従う。
- 送り仮名は送り仮名の付け方に従う。
- 用語はできるだけ単純化する。
- その他の一般的な事項は公用文作成の要領（昭和27年4月4日付内閣閣甲第16号）および「法令における漢字使用等について(通知)」（昭和56年10月1日内閣法制局総発第141号）による。

### 項目の配置
- 必要項目ごとに欄を設け、開始位置を縦に揃え、十分な範囲をとる。
- 関連のある項目をまとめる。
- ほかの帳票に転記する必要がある場合は、その帳票の配置に合わせる。
- 見出し項目は効果のある位置に置く。
- 記入欄や月日欄などは処理進行順に並べ、完了が判別できるようにする。
- 帳票の経路を示す時は余白に発行元と配布先を記載する。
- 発送する帳票は窓付き封筒に合うようにする。
- あらかじめ決まっていて種類が少ない場合は不動文字を印刷しておく。
- 備考欄などは設けないほうがよい。
- 帳票の名称は上部中央、起票番号は右上で発行年月日はその下、事務所名や所在地は右上か下、ページ番号は左綴じの場合はとじしろの反対側上部、上綴じの場合はとじしろの反対側下部、様式番号などは欄外隅かとじしろ位置とする。
- 押印欄は右上に配置し、帳票の流れる順とする。

### 注意事項
- 注意事項が短い場合は項目と同じ箇所にする。
- 注意事項が長い場合や複数箇所にわたる場合は左辺か上辺にまとめて記載してもよい。

### 記入欄の大きさおよび余白
- 記入欄のサイズは文字数や機器を考慮する。
- 余白はへりから5mm以上とする。
- とじしろは20 - 25mmで左側とする。

### 文字およびけい
- フォントは明朝体を使用し、強調する箇所は太字にする。
- 文字のサイズはA4、B5、A5などは10 - 24ポイント、B6、A6などは9 - 20ポイント、主要項目名は9 - 14ポイント、項目名や説明などは8 - 10ポイント、注意事項などは6 - 8ポイント、様式番号、作成・改訂年月、帳票の大きさ、用紙枚数などは6ポイントを使用する。
- 主要項目の区分と帳票の外枠は裏罫または中細罫を使用する。
- 主要項目の各欄には中細罫か表罫を使用する。
- 1項目中の行の区切りは点線を使用する。
- 欄外に書く場所に引く下線は点線を使用する。

### 製本およびとじ穴
- 製本は1冊300枚までで10の倍数枚とする。
- 穴あけ帳票はあらかじめ穴をあけておくか、中心線と穴の位置か、中心線のみを印刷しておく。